# لويز هاير
لويز هاير (بالألمانية: Luise Heyer)‏ هي ممثلة ألمانية، ولدت في 25 مارس 1985 في برلين في ألمانيا. من الجوائز التي نالتها جائزة الفيلم الألماني ‏.

## جوائز
- جائزة الفيلم الألماني [الإنجليزية]‏

## وصلات خارجية
- لويز هاير على موقع IMDb (الإنجليزية)
- لويز هاير على موقع ميتاكريتيك (الإنجليزية)
- لويز هاير على موقع روتن توميتوز (الإنجليزية)
- لويز هاير على موقع مونزينجر (الألمانية)
- لويز هاير على موقع قاعدة بيانات الأفلام العربية
- لويز هاير على موقع ألو سيني (الفرنسية)
- لويز هاير على موقع أول موفي (الإنجليزية)
- لويز هاير على موقع قاعدة بيانات الفيلم (الإنجليزية)
- لويز هاير على موقع ليتربوكسد (الإنجليزية)
- لويز هاير على موقع كينوبويسك (الروسية)